# Veronica (Fernsehserie)
Veronica (Originaltitel: Veronica’s Closet) ist eine von Warner Bros. Television produzierte Sitcom, die zwischen 1997 und 2000 vom US-amerikanischen Fernsehnetwork NBC erstausgestrahlt wurde. Veronica’s Closet ist eine parodistische Anspielung auf den Nobel-Unterwäschekonzern Victoria’s Secret. In Deutschland war die Serie das erste Mal am 24. September 2001 auf RTL zu sehen. Sie war über einen längeren Zeitraum auch bei NICK Comedy vertreten, bis die Programmschiene innerhalb des Fernsehsenders Nick eingestellt wurde. Sie war auch auf Comedy Central zu sehen.

## Charaktere
Veronica „Ronnie“ Chase (Kirstie Alley) wird nach 14 Ehejahren von ihrem Ehemann zurückgewiesen und lässt sich von ihm scheiden. Aus Frust beginnt sie mit dem Schreiben von Beziehungsratgebern und eröffnet nebenbei noch einen Versandhandel für Dessous. Sie wird im Konzern liebevoll „Die Mutter“ genannt und hält prinzipiell die ganze Firma zusammen. Trotz allem ist sie eine sehr schwierige Frau, was auch ihre vielen Versuche, erneut eine ernsthafte Beziehung zu führen, erklärt.
Perry Rollins (Dan Cortese) war früher Unterwäschemodell. Nachdem er diesen Beruf aufgegeben hatte, übernahm er die Öffentlichkeitsarbeit in Veronicas Firma. Zusätzlich schützt er Ronnie vor aufdringlichen Reportern, die alles über ihr Privatleben herausfinden wollen. Am Ende der Serie sind er und Veronica ein Paar. Auf die Frage zuvor, ob er es ernst mit ihr (Veronica) meine, antwortete er, dass er mit keiner anderen außer ihr eine ernste Beziehung eingehen will.
Josh Blair (Wallace Langham) hat ein Problem damit, Beziehungen mit Frauen zu führen. Das liegt aber daran, dass er schwul ist, was er aber erst am Ende der Serie zugibt. Er ist Veronicas persönlicher Assistent, der stets durch seine sarkastischen Bemerkungen auf sich aufmerksam macht und sie mit Pizza versorgt, wenn es ihr schlecht geht.
Olive Massery (Kathy Najimy) ist Veronicas engste Vertraute und beste Freundin. Sie ist in der Firma für das Marketing verantwortlich und interessiert sich leidenschaftlich für jüngere Männer. Am Ende der Serie wird sie Veronicas Geschäftspartnerin.
Leo Michaels (Daryl Mitchell) ist der Produktmanager der Firma. Durch seine naive Art schafft er es trotzdem immer wieder, aus schwierigen Situationen unbeschadet hervorzugehen.
Pat Chase (Robert Prosky) ist Veronicas Vater und ihr Chauffeur. Obwohl beide auch noch unter demselben Dach leben, kommen sie gut miteinander klar, abgesehen von gelegentlichen Platzproblemen, die sich durch Pats Affäre mit der Putzfrau ergeben.
Alec Bilson (Ron Silver) wird in der zweiten Staffel der Serie Miteigentümer von Ronnies Firma. Neben ständigen Streitereien mit Veronica über das Führen einer Firma ist er auch privat an ihr interessiert. Jedoch ist er nicht sonderlich erfolgreich im Erobern von Veronicas Herz. Als er sie zu einer Beziehung drängen will, lehnt sie ab. Daraufhin flüchtet er sich in den Urlaub auf eine Südseeinsel und heiratet aus Frust eine junge Frau namens June. Das Eheglück währt jedoch nicht lange, da er bei einem Spaziergang in einen Vulkan fällt und stirbt.
June Bilson (Lorri Bagley) ist die Witwe von Alec. Obwohl sie nur kurz mit ihm verheiratet war, erbt sie seine Anteile an Ronnies Firma. June ist jedoch keine große Hilfe in der Firma, da sie sehr begriffsstutzig ist und nie etwas kapiert. Am Ende der Serie stellt sich heraus, dass June gar nicht dumm ist und Alec in den Vulkan gestoßen hat. Ob sie es als Scherz oder ernst meinte, bleibt unklar. Es lässt sich jedoch erahnen, dass June es ernst meint, da sie bis zum Schluss der Serie keinen vergleichbaren „Witz“ gemacht hat.
Chloe (Mary Lynn Rajskub) ist die Verlobte von Josh, bis er zugibt, dass er schwul ist.

## Auszeichnungen
Eine detaillierte Auflistung findet sich unter Awards in der IMDb.
- 1998: Nominierung für den Emmy in der Kategorie Outstanding Lead Actress in a Comedy Series für Kirstie Alley
- 1998: Nominierung für den Golden Globe in der Kategorie Best Performance by an Actress in a TV-Series - Comedy/Musical für Kirstie Alley